# Karl-Erik Broms
Carl-Erik Broms (11 settembre 1937) è un ex schermidore svedese, vincitore di una medaglia di bronzo ai campionati mondiali di scherma.